# بنیامین پرنتیس
بنیامین پرنتیس (انگلیسی: Benjamin Prentiss; ۲۳ نوامبر ۱۸۱۹ – ۸ فوریهٔ ۱۹۰۱) سرلشگر اهل ایالات متحده آمریکا بود. او در جنگ مکزیک و آمریکا و همچنین جنگ داخلی آمریکا در اتحادیه برای آبراهام لینکلن جنگید.